# Ilex rugosa
Ilex rugosa är en järneksväxtart som beskrevs av Friedrich Schmidt. Ilex rugosa ingår i släktet järnekar, och familjen järneksväxter. Inga underarter finns listade i Catalogue of Life.

## Bildgalleri

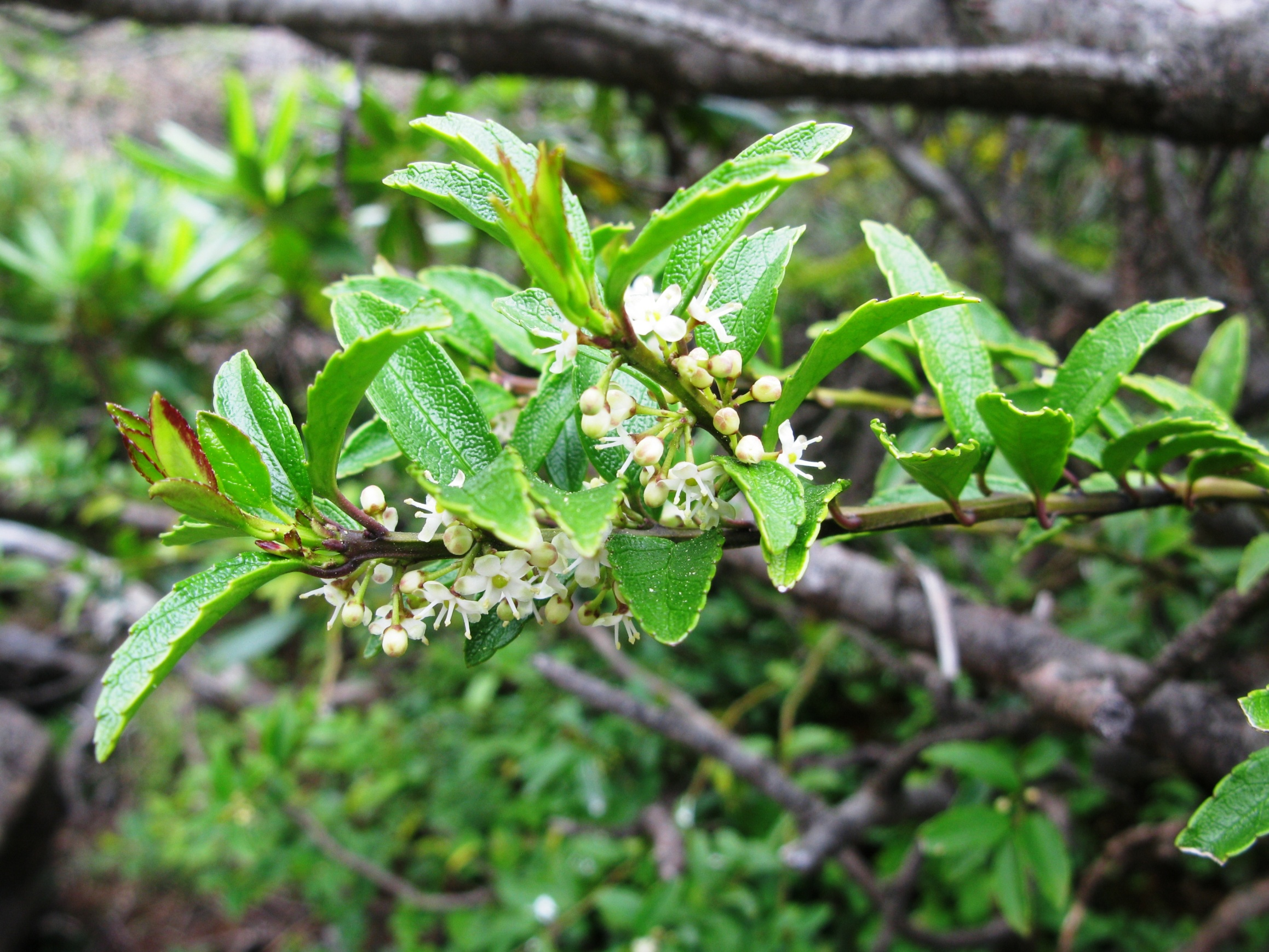
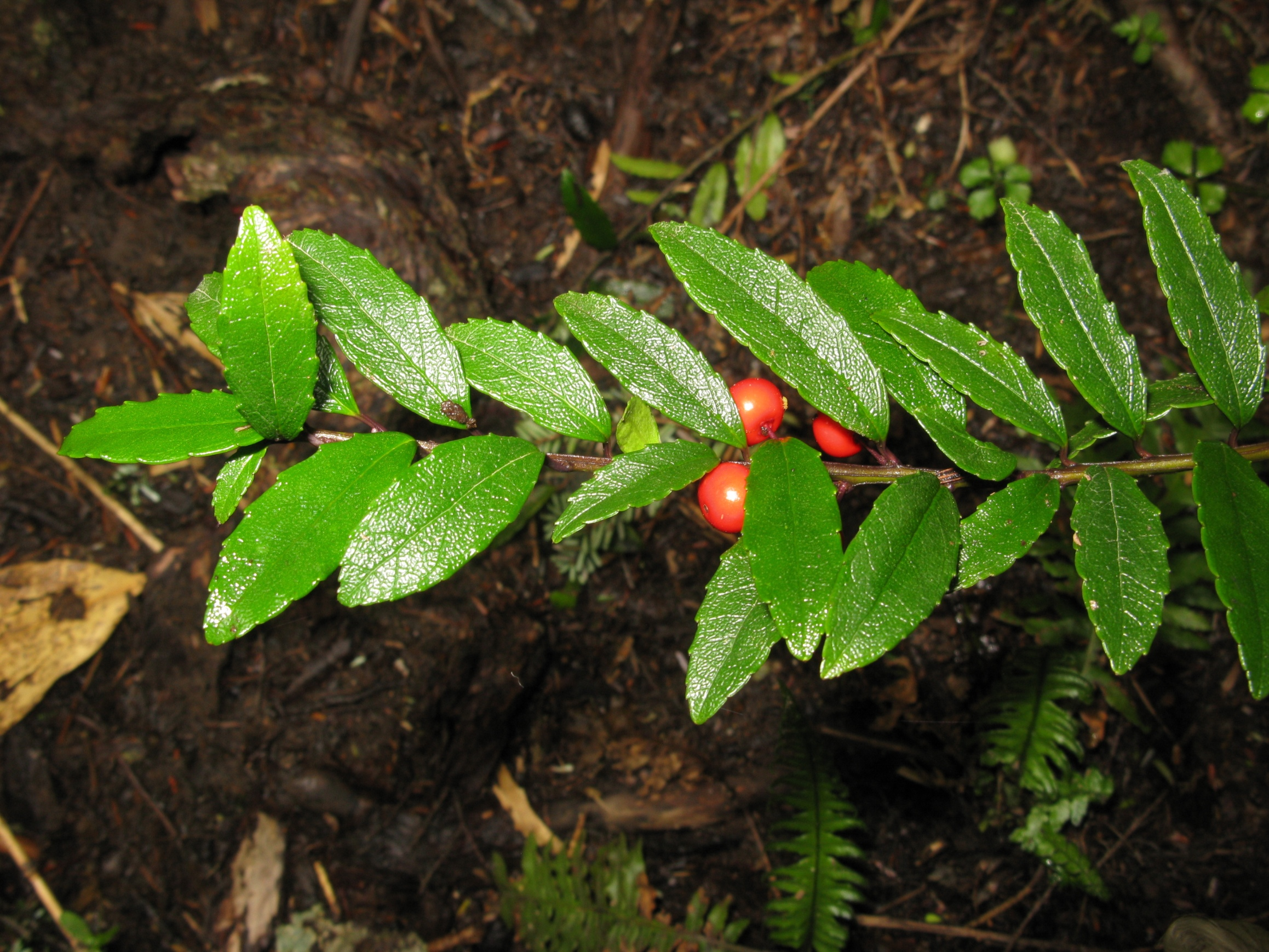
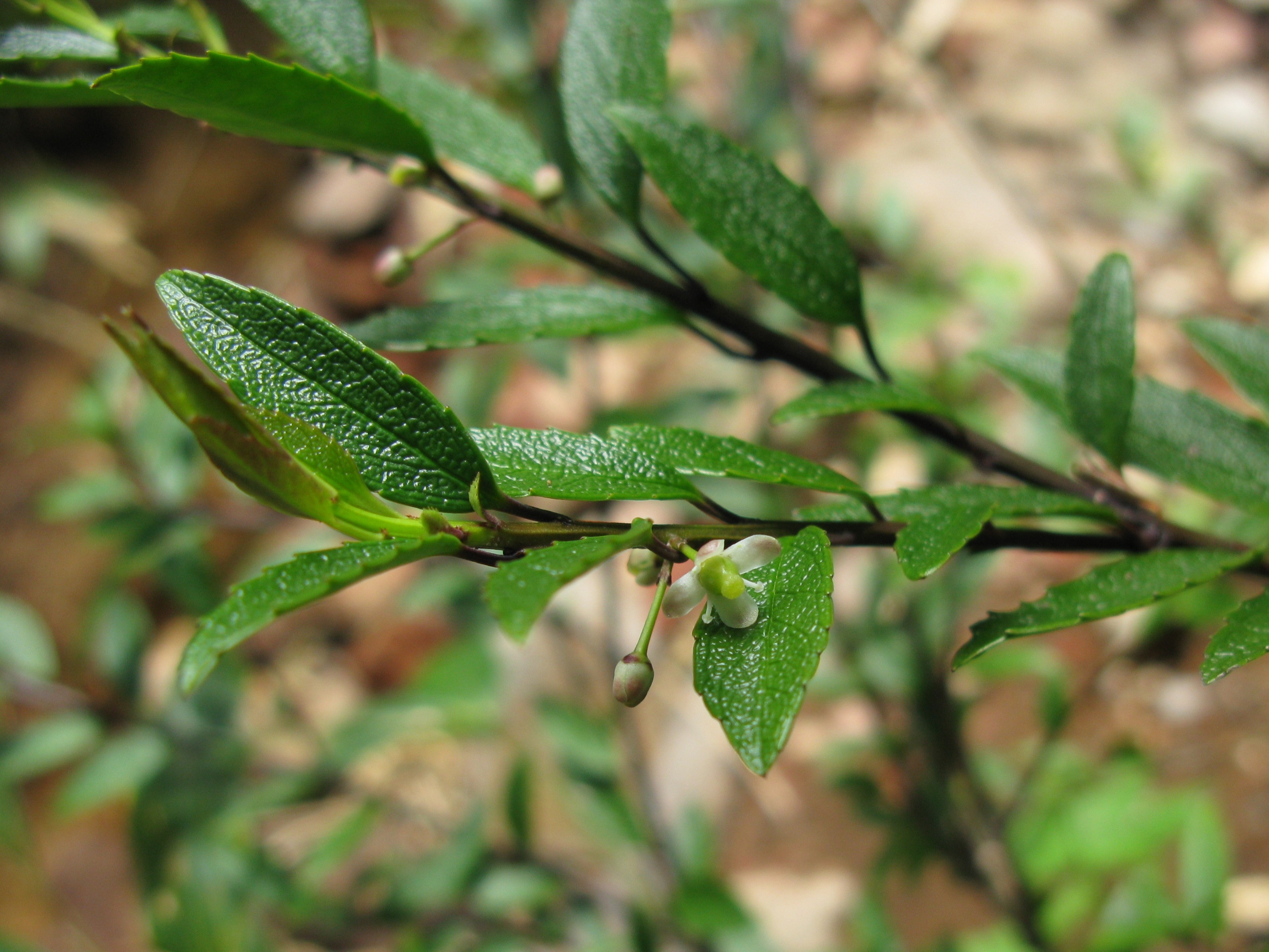